# Dinar

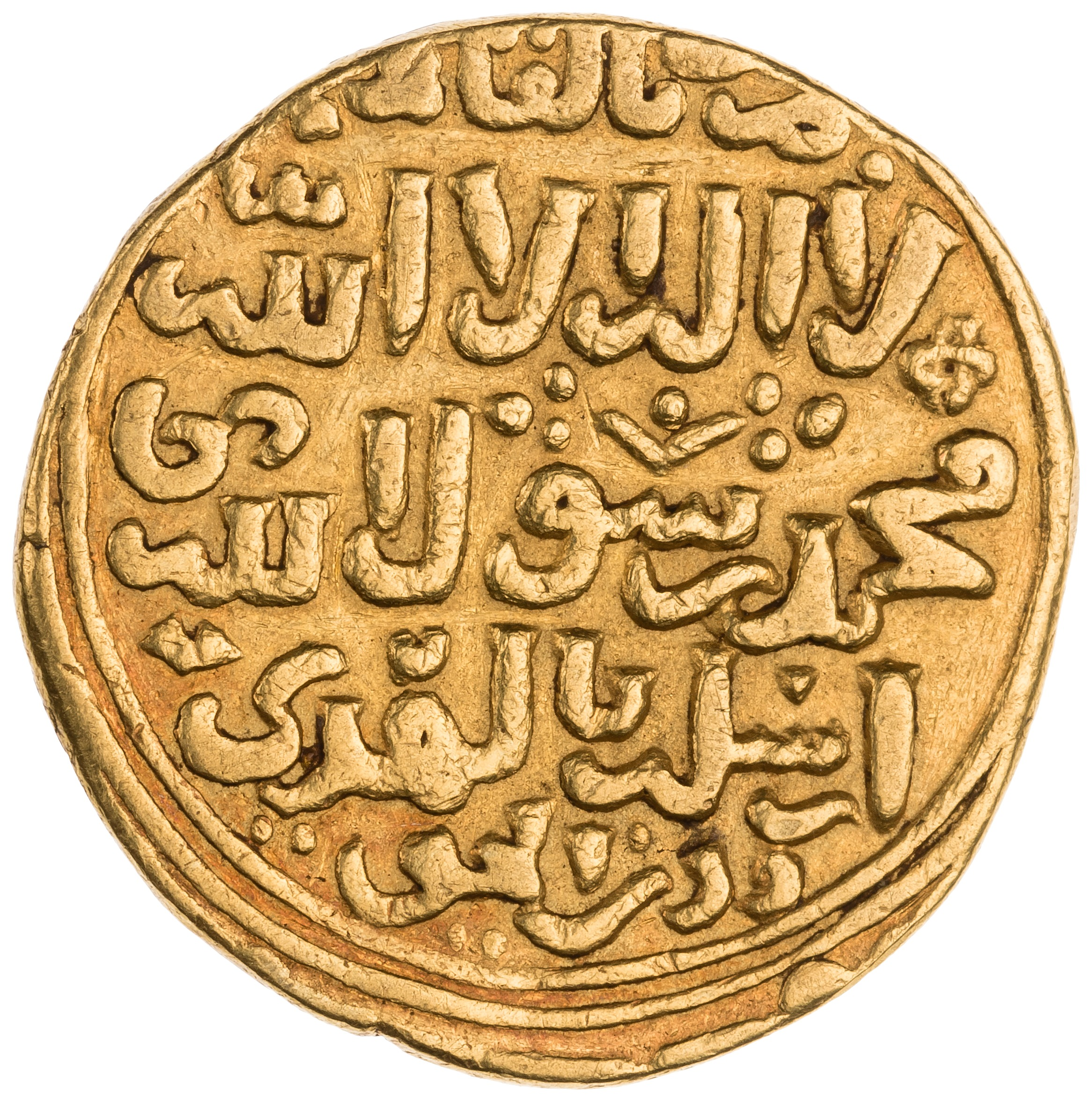
Dinaro d'oro del sultano mamelucco Lajin, coniato al Cairo nel 1297-99

Il dīnār (in arabo ﺩ ﻳﻨﺎﺭ‎?) aureo islamico (pl. danānīr) o dinaro d'oro fu una moneta con una lunga storia durata per 13 secoli, coniata fin dall'età omayyade fino al crollo dell'Impero Ottomano nel 1923, del peso di 4,25 grammi di oro a 22 carati.
Nell'immaginario collettivo musulmano il dinaro d'oro rappresenta un mito per la sua lunga storia.
In tempi recenti, vi sono stati tentativi di reintroduzione del dīnār come alternativa al sistema economico attuale: nel 2001 la Malaysia propone di introdurlo come valuta di riferimento nelle banche centrali islamiche, progetto contrastato dal Fondo monetario internazionale; nel 2009, Gheddafi è promotore del suo utilizzo come moneta unica panafricana; nel 2014, lo Stato Islamico tenta di reintrodurlo nei territori sotto il suo controllo.

## Valore attuale
Il valore della moneta sarebbe, in base al quantitativo d'oro contenuto, equivalente a 159,298925 €, se assumiamo il valore dell'oro a 22 carati a 1411 dollari americani per oncia.

## Dīnār storico
Secondo le disposizioni islamiche il dīnār doveva pesare esattamente 4,25 grammi d'oro a 22 carati, con un titolo aureo cioè pari a 0,917. Sulla scorta del valore del dīnār, il dirham argenteo doveva essere di 2,97 grammi di argento puro. Una leggenda del tutto destituita di fondamento vuole che il Califfo ʿUmar ibn al-Khaṭṭāb (reg. 634-644 d.C.) avesse stabilito un'esatta relazione fra le due monete, con un rapporto di 7:10, per cui cioè 7 dīnār dovevano essere equivalenti a 10 dirham. Ibn Khaldun, che scriveva in periodo hafside, riporta nella sua Muqaddima ("Introduzione" al suo libro Kitāb al-ʿibar) la tradizione che vuole come riferimento il mithqāl, fissando per esso il peso di 20 carati (qīrāt) siriani, ognuno dei quali equivaleva a 0,2125 grammi, semplificando il valore (assai più complesso da calcolare) del qīrāt d'età preislamica.
La realtà è che, per tutta la prima epoca califfale, la Umma islamica non batteva monete e ci si contentava per gli scambi economici di usare le monete coniate dai Bizantini e dai Sasanidi oltre alle monete a suo tempo coniate dagli Himyariti, i neo-Sabei cioè, che reggevano le contrade meridionali della Penisola Arabica. Si ricorreva anche alla polvere d'oro (alcune miniere erano presenti in Arabia, controllate dalla tribù dei B. Tamīm) ma, in linea di massima, le spettanze per l'esercito e i funzionari statali, così come le imposte versate dai sudditi "protetti" (dhimmi) o dagli stessi musulmani con il pagamento dell'imposta coranica della zakat, erano pagate in beni di natura (alimenti, attrezzature varie, tessuti, bestiame). Il "senno di poi" degli storici islamici (che scrissero le loro opere solo a partire dal II secolo del calendario islamico) fece loro parlare - ma del tutto inappropriatamente - di dīnār e dirham, nel senso di far loro equiparare le cifre da essi indicate al valore che al momento della redazione della loro opera storica avevano tali monete.
Il vero artefice della monetazione islamica fu il califfo omayyade ʿAbd al-Malik ibn Marwān che dette un formidabile impulso alla riforma della sua amministrazione, ordinando tra l'altro il conio d'una moneta "nazionale".
Come riferimento, non a caso, fu presa la moneta aurea bizantina del δηνάριον (lat. denarius), diventato equivalente del νόμισμα χρυσοῦν (denarius aureus), e quella argentea persiana-sasanide della drahm (termine che i Persiani, a loro volta, avevano desunto dal greco drakmé). Una moneta di rame di minor conto, il fals, non fu altro che l'adattamento del bizantino follis. Nel 691, dalla zecca (parola che deriva dall'arabo dār al-sikka, "sede del conio") califfale, uscì la prima moneta che non altro che un adattamento della moneta bizantina del basileus Eraclio, cui era stato eliminato il braccio corto della croce di S. Giovanni Battista, spacciando la figura così risultante di un uomo che impugnava un'apparente asta, come quella del califfo stesso che impugnava una lancia, aggiungendovi poche scritte epigrafiche in arabo.
Cinque anni dopo il califfo impose che la moneta fosse totalmente epigrafica, secondo un modello che sarà reiterato nel mondo islamico nei secoli a venire, facendo comparire il solo tawhīd (attestazione di fede in Dio e nella missione profetica di Muhammad), il nome del califfo al momento al potere e l'anno dell'Egira in cui il conio era avvenuto (talora anche il nome della città in cui la moneta era stata battuta).
Il valore del dīnār rimase identico fino al X secolo, malgrado oscillazioni dipendenti dalla situazione economica delle singole aree islamiche.
In Africa del Nord e in al-Andalus fu battuto anche il mezzo dīnār e il terzo di dīnār e in queste stesse aree, specie sotto la dominazione dei Fatimidi, a dimostrazione d'una crisi dell'oro, si crearono e usarono monete vitree, mentre i loro predecessori Aghlabidi avevano coniato il quarto di dīnār (rubʿ), introdotto anche in Sicilia, in cui però esso fu chiamato tarì (lett. "fresco" [di conio]).

## Stato Islamico
Nel novembre 2014 lo Stato Islamico (SI) ha annunciato su Internet la restaurazione del classico dīnār nei territori sotto il controllo del "Califfato" da esso proclamato in parti dell'Iraq occidentale e della Siria orientale. Da notare però che il classico dīnār era in oro, mentre la moneta argentea era il dirham, di forma e peso differenti dalle immagini mostrate sul Web e che, alla prima decade di dicembre del 2014, nessuna moneta dell'autoproclamato "Califfato" è mai stata verificata e saggiata concretamente.